# Crepidiastrum keiskeanum
Crepidiastrum keiskeanum là một loài thực vật có hoa trong họ Cúc. Loài này được (Maxim.) Nakai mô tả khoa học đầu tiên năm 1920.